# Mlînî, Baranivka
Mlînî (în ucraineană Млини) este un sat în comuna Rohaciv din raionul Baranivka, regiunea Jîtomîr, Ucraina.

## Demografie
Componența lingvistică a localității Mlînî
     Ucraineană (98,68%)
     Rusă (1,32%)
Conform recensământului din 2001, majoritatea populației localității Mlînî era vorbitoare de ucraineană (98,68%), existând în minoritate și vorbitori de rusă (1,32%).